# Maze Craze: A Game Of Cops And Robbers
Maze Craze: A Game Of Cops And Robbers (también conocido como Maze Mania) es un videojuego de laberintos publicado en 1980 por Atari para la consola Atari 2600.